# Mary Alice Willcox
Mary Alice Willcox, née le 24 avril 1856 à Kennebunk et morte le 4 juin 1953, est une zoologiste américaine.

## Biographie
Mary Alice Willcox naît le 24 avril 1856 à Kennebunk dans le Maine. Elle est l'aînée des trois enfants du ministre de congrégation William H. Willcox et de sa femme Annie Holmes née Goodenow. Leur famille est une famille distinguée du Maine ; son arrière-grand-père, John Holmes, est l'un des premiers sénateurs de l'État, tandis que son grand-père, Daniel Goodenow, est juge à la Cour suprême du Maine. Son frère, Walter Francis Willcox, devient professeur d'économie et de statistiques à l'université Cornell,.
Peu de temps après sa naissance, la famille déménage à Reading dans le Massachusetts, où Mary étudie à la Salem State Normal School en 1875. Elle étudie au Frederick Female Seminary dans le Maryland, 1875-1876, et au Charlestown High School à Boston, 1876-1878. Durant les étés 1877 et 1878, elle fréquente le laboratoire maritime d'Alexander Emanuel Agassiz. Elle étudie au Massachusetts Institute of Technology et à la Boston Society of Natural History de 1878 à 1880.
Pour ses études de premier cycle, Wilcox se rend en Angleterre en 1880 et étudie au Newnham College. Elle termine ses études en 1883, mais, à l'époque, l'université de Cambridge ne délivre pas de diplômes aux femmes. Avec l'aide de son père, Wilcox obtient un poste au département de zoologie du Wellesley College dans le Massachusetts. Sa mère, cependant, regrette cette décision car elle signifie « renoncer à toutes les possibilités de mariage ». Très peu de cours de zoologie sont développés à Wellesley jusqu'alors, et Wilcox a essentiellement pour tâche de construire un département de zoologie à partir de zéro. Elle introduit un certain nombre de méthodes d'enseignement innovantes. Pendant un certain temps, son département devient l'un des plus importants du pays, attirant un certain nombre de femmes qui deviennent par la suite des zoologistes productives. Pendant cette période, elle s'intéresse à l'ornithologie et publie en 1895 Pocket Guide to the Common Land Birds of New England.
Pour améliorer sa sécurité d'emploi à Wellesley, elle prend un congé en 1896 pour étudier en vue d'un doctorat à l'université de Zurich. En 1898, elle se trouve à la Station zoologique de Naples. Elle termine son cursus en 1898 avec un mémoire sur l'anatomie d'Acmaea fragilis (en) (Chemnitz), et est autorisée à reprendre son poste de chef de département à Wellesley. Une grande partie de ses recherches au collège porte sur l'anatomie comparative des mollusques, un phylum d'animaux invertébrés, et des Acmaeidae (en), une famille de bigorneaux. Elle est l'auteure d'un certain nombre d'articles scientifiques dans des publications zoologiques. Son dernier article, publié en 1906, porte sur l'anatomie d'Acmaea testudinalis.
Willcox prend sa retraite en 1910 en tant que professeur émérite, apparemment en raison d'une mauvaise santé. La cause exacte n'est pas claire, mais une lettre de 1928 mentionne les rhumatismes. Après sa retraite, elle devient active au sein de la League of Women Voters, de la Fédération générale des clubs de femmes, de la Société nationale Audubon et de la Boston Society of Natural History. Elle meurt chez elle à Pocasset, Massachusetts, 43 ans après sa retraite.

## Publications
- Pocket Guide to the Common Land Birds of New England (1895)
- Anatomy of the Grasshopper (1896)
- Anatomy of the May Beetle (1896)
- Directions for the Practical Study of the Grasshopper (1896)
- Zur Anatomie von Acmaea Fragilis Chemnitz (On the Anatomy of Acmaea Fragilis Chemnitz) (1898)
- Notes on the Occipital Region of the Trout, Trutta Fario (1899)
- On the Making of Solutions (1899)
- Hermaphroditism among the Docoglossa (1900)
- A parasitic or commensal oligochaete in New England (1901)
- Some disputed points about the anatomy of limpets (1901)
- Biology of Acmaea testudinalis Muller (1905)
- Homing of Fissurella and Siphonaria (1905)
- Anatomy of Acmaea testudinalis Muller. Part I. Introductory Material-External Anatomy (1906)
- The American Baedeker (1913)
- The Immigrant's Guide to the United States: The Little Green Book and how it is Used in the Schools (1913)